# Populus girinensis
Populus girinensis là một loài thực vật có hoa trong họ Liễu. Loài này được Skvortsov miêu tả khoa học đầu tiên năm 1929.